# Terence Hill
Terence Hill, vlastním jménem Mario Girotti (* 29. března 1939 Benátky), je italský herec, filmový producent, scenárista a režisér.

## Život
Narodil se v Itálii, ale jako dítě žil s rodiči mezi roky 1943–1945 v malé německé vesnici Lommatzsch v blízkosti Drážďan, kde také přežil spojenecké bombardování. Jeho matka Hildegard byla Němka, otec Girolamo italský chemik. Po válce se rodina natrvalo přestěhovala do Itálie.
Coby herec byl objeven italským režisérem Dinem Risim ve filmu Vacanze col gangster (1951) (Prázdniny s gangsterem) už ve věku 12 let. Poté v Itálii natočil 27 filmů, ale velkou roli měl až ve filmu režiséra Luchina Viscontiho Gepard (Il Gattopardo) (1963). V roce 1964 se na tři roky vrátil do Německa, kde hrál v řadě filmů a westernů natočených podle novel Karla Maye, například Vinnetou – Rudý gentleman, Petrolejový princ, Old Surehand atd.
V roce 1967 se vrátil do Itálie a hrál ve filmu Bůh odpouští, ale já ne! (Dio perdona… io no!) (1968). Při jeho natáčení si na přání producentů změnil jméno na Terence Hill. Podle vlastního vyjádření mu producenti tehdy dali vybrat z 20 jmen a on si vybral zrovna tohle mimo jiné i proto, že mělo stejné iniciály jako jméno jeho matky. Kvůli větší publicitě ale tehdy novinářům řekli, že křestní jméno si zvolil podle římského učence Terentia a příjmení přijal po své manželce Lori, se kterou byl tehdy čerstvě ženatý (její skutečné rodné příjmení je ale Zwicklbauer). Lori a Terence Hillovi měli dva syny, oba herce – vlastního Jesseho a adoptivního Rosse, který však zemřel roku 1990 v 16 letech při autonehodě.
V dalších letech hrál ve velkém množství veseloher, akčních filmů a westernů (resp. tzv. spaghetti westernů) spolu se svým dlouholetým partnerem Budem Spencerem. Dvojice byla známá svými veselohrami, které byly úspěšné po celé Evropě i v USA.[zdroj?]
Pravděpodobně jejich nejslavnější společně natočený film je western Pravá a levá ruka ďábla (Lo chiamavano Trinità, 1970) a jeho pokračování Malý unavený Joe (Continuavano a chiamarlo Trinità) z roku 1972.[zdroj?] Ve westernu Mé jméno je Nikdo (Il Mio nome è Nessuno, 1973) napsaném a produkovaném Sergiem Leonem a režírovaném Toninem Valerim, hrál spolu s americkým hercem Henrym Fondou. Film Mé jméno je Nikdo je filmovými kritiky považován za jeden z nejlepších filmů tohoto žánru.[zdroj?] Divácky úspěšné byly i filmy Jestli se rozzlobíme, budeme zlí z roku 1974, Sudá a lichá z roku 1978, či Dvojníci z roku 1984.
V roce 1983 natočil úspěšný film Don Camillo na motivy knih italského novináře a humoristy Guareschiho, v němž byl nejen představitelem hlavní postavy, ale i režisérem.
Z jeho seriálových rolí jsou nejznámější role Šťastného Luka a postava dona Mattea, detektiva a kněze v jedné osobě ve stejnojmenném seriálu. V roli dona Mattea se objevoval více než dvacet let, od roku 2000 až do roku 2022. Po roce 2010 kromě toho několik let ztvárňoval též hlavní roli v seriálu Na krok od nebe.
Dvorním dabérem Terence Hilla v češtině je herec Pavel Trávníček, který mu svůj hlas propůjčil ve více než 20 filmech. Několikrát ho dabovali rovněž herci Petr Štěpánek, Ladislav Mrkvička či Svatopluk Skopal. Zajímavostí je, že herec byl velmi často dabován i v italských filmech.

## Filmografie

### Filmy
1951
- Prázdniny s gangsterem – (it. Vacanze col gangster)

1953
- Il viale della speranza (it.)
- Villa Borghese (it.)

1954
- Divisione Folgore (it.)

1955
- Zamilovaní – (it. Gli sbandati, něm. Die Verirrten)
- La vena d'oro (it.)

1956
- Mamma sconosciuta (it.)

1957
- Guaglione (it.)
- Velká modrá cesta – (it. La grande strada azzurra, něm. Die Große blaue Straße)
- Lazzarella (it.)

1958
- Anna di Brooklyn (it.) – (něm. Anna von Brooklyn)
- La spada e la croce (it.) – (něm. Kreuz und Schwert)

1959
- Cerasella (it.)
- Spavaldi e innamorati (it.)
- Il padrone delle ferriere (it.)
- Un militare e mezzo (it.) – (něm. Kasernengeflüster)
- Annibale (it.) – (něm. Hannibal)

1960
- Giuseppe venduto dai fratelli (it.)
- Cartagine in fiamme (it.) – (něm. Karthago in Flammen)
- Maciste nella valle dei re (it.) – (ang. Son of Samson)
- Juke box urli d'amore (it.)

1961
- Le meraviglie di Aladino (it.) – (něm. Aladins Abenteuer)
- Pecado de amor (it.)

1962
- Il dominatore dei sette mari (it.) – (něm. Pirat der sieben Meere)
- Gepard – (it. Il Gattopardo, něm. Der Leopard)
- Nejkratší den – (it. Il giorno piu corto)

1964
- Vinnetou – Rudý gentleman – (Winnetou II)
- Mezi supy – (it. Là dove scende il sole, ang. Frontier hellcat, něm. Unter Geiern)

1965
- Petrolejový princ – (ang. Rampage at apache wells, něm. Der Ölprinz)
- Ruf der Wälder (něm.)
- Duell vor Sonnenuntergang (něm.)
- Schüsse im Dreivierteltakt (něm.)
- Old Surehand

1966
- Die Nibelungen, Teil 1.: Siegfried (něm.)

1967
- Die Nibelungen, Teil 2.: Kriemhilds Rache (něm.)
- Bůh odpouští, já ne! / Bůh odpouští… já ne! (it. Dio perdona… Io no!, něm. Gott vergibt… Django nie!)
- Io non protesto, io amo (it.)
- La feldmarescialla (it.) – (něm. Etappenschweine)
- Malá Rita – (it. Rita nel West, něm. Blaue Bohnen für ein Halleluja)

1968
- Trumfové eso – (it. I quattro dell'Ave Maria, něm. Vier Fäuste für ein Ave Maria)
- Ať žije Django! – (it. Preparati la bara!, ang. Adios Django, něm. Django und die Bande der Gehenkten)

1969
- Barbagia – (it. Barbagia, něm. Der blaublütige Bandit)
- Boot Hill – (it. La Collina degli stivali, něm. Hügel der blutigen Stiefel)

1970
- Mstitel Trinity – (it. La collera del vento, špan. La Collera del vento)
- Pravá a levá ruka ďábla – (it. Lo chiamavano Trinità, ang. They Call Me Trinity)

1971
- Pravda a lež – (it. Il vero e il falso)
- Pomsta Černého korzára – (it. Il Corsaro Nero, něm. Freibeuter der Meere)

1972
- Malý unavený Joe – (it. … continuavano a chiamario Trinità, něm. Vier Fäuste für ein Halleluja)
- Podivné dědictví – (it. E poi lo chiamarono il magnifico, něm. Verflucht, verdammt und Halleluja)
- Dva machři mezi nebem a peklem – (it. Più forte, ragazzi!, něm. Zwei Himmelhunde auf dem Weg zur Hölle)

1973
- Mé jméno je Nikdo – (it. Il mio nome è Nessuno, něm. Mein Name ist Nobody)

1974
- Jestli se rozzlobíme, budeme zlí – (it. … altrimenti ci arrabbiamo!, něm. Zwei wie Pech und Schwefel)
- Dva misionáři – (it. Porgi l'altra guancia)

1975
- Chytrák a dva společníci – (it. Un Genio, due compari, un pollo, něm. Nobody ist der Größte)

1976
- Dva výtečníci / Dva poldové – (it. I due superpiedi quasi piatti, něm. Zwei außer Rand und Band)

1977
- Pochoduj nebo zemři – (it. La bandera – Marcia o muori, ang. March or Die, něm. Marschier oder stirb)
- Pan Bilión / Pan Billion – (it. Mr. Billion, něm. Mister Billion)

1978
- Sudá a lichá – (it. Pari e dispari, něm. Zwei sind nicht zu bremsen)

1979
- Hroši v Africe – (it. Io sto con gli ippopotami)

1980
- Superpolda – (it. Poliziotto superpiu, něm. Der Supercop)

1981
- Kdo najde přítele, najde poklad – (it. Chi trova un amico, trova un tesoro, něm. Zwei Asse trumpfen auf)

1983
- Don Camillo – (ang. The World of Don Camillo, něm. Keiner haut wie Don Camillo)
- Jdi na to – (it. Nati con la camicia, ang. Go for it, něm. Zwei bärenstarke Typen)

1984
- Dvojníci – (it. Non c'è due senza quattro)

1985
- Superpolicajti z Miami – (ang. Miami Supercops, něm. Die Miami Cops)

1987
- Dobrodruh – (it. Renegade – Un osso troppo duro)

1991
- Šťastný Luke – (it. Lucky Luke)

1994
- Průseráři / Blb a blbec – (it. Botte di Natale, něm. Die Troublemaker)

1997
- Tajná zbraň – (it. Potenza virtuale, ang. Cyberflic/Virtual Weapon)

2000
- Don Matteo – (TV film)

2006
- Muž, který snil s orly – (it. L'Uomo che sognava con le aquil) (TV film)

2009
- Nejlepší vyhrává – (it. Doc West, ang. Doc West)

2018
- Pouštní květ – (it. Il mio nome è Thomas, ang. My name is Thomas)

### Seriály
1991–1992
- Lucky Luke

1999
- Don Matteo

2001
- Don Matteo 2

2002
- Don Matteo 3

2004
- Don Matteo 4

2006
- L'uomo che sognava con le aquile
- Don Matteo 5

2008
- Don Matteo 6
- L'uomo che cavalcava nel buio
- Minnesota West

2011–2015
- Na krok od nebe

## Režie
1983
- Don Camillo

1994
- Blb a blbec

1991
- Šťastný Luke (film)

1992
- Lucky Luke (díly seriálu – Midsummer, Grand Delusions e Nobody's Fool)

2006
- Muž, který snil s orly

2009
- Střelec

2018
- Pouštní květ

## Scénář
1987
- Dobrodruh

2006
- Muž, který snil s orly

## Produkce
1983
- Don Camillo

2006
- Muž, který snil s orly